# 거시경제와 건강위원회
WHO 거시경제와 건강위원회(Commission on Macroeconomics and Health of the World Health Organization, 약칭 CMH)는 WHO에 의해 조직된 학술 위원회로, 건강이 인류의 발전과 경제 성장에 어떠한 영향을 미치는지 조사하기 위하여 설치되었다. 하버드 대학교의 제프리 삭스가 위원장을 맡아 2001년 보고서를 출간하였다. 건강 및 수명에 영향을 미치는 주요한 질병을 줄이기 위해 투자가 필요하고, 이러한 투자는 결과적으로 경제성장을 이루는 밑거름이 될 것임을 역설하였다.

## 배경
1998년 WHO의 신임 사무총장 브룬틀란은 취임과 동시에 WHO의 체질 개선을 목표로 다양한 비전을 제시하였다. 지속 가능한 발전과 건강의 연계, 다양한 국제 기구 및 민간 영역과의 협업, 정책의 근거 기반 연구 등 새로운 시도가 진행되었다. 특히 1990년대 세계은행은 경제학적인 도구를 활용하여 보건의료체계 및 보건 정책을 분석하고 있었고, 이러한 보건경제학적인 흐름에 영향을 받아 거시경제와 건강위원회가 구성되었다. 위원회의 위원들은 경제학자들과 경제 정책 전문가들로 구성되었으며, 위원장은 하버드 대학교 국제개발센터의 제프리 삭스가 선정되었다. 위원회의 목표는 2년 간의 작업을 통하여 건강이 경제 전반에 미치는 영향, 특히 개발도상국의 경제 발전과 불평등 극복, 빈곤 종식을 위해서 보건 분야에서 어떤 노력이 필요한지 규명하는 것이었다. 2000년 1월 18일의 발족식에서 브룬틀란은 세계은행의 1993년 세계개발보고서를 언급하며 필수 의약품에 대한 접근성이나 의료비, AIDS 등의 질병 부담, 무역 및 부채 문제 등 세계 경제에 건강이 미치는 영향을 역설하였다. 동시에 각국의 정치 지도자들에게 건강에 대한 정치적 대응이 필요함을 주장하였다.
위원회는 6가지 세부 분과로 나뉘어 구성되었으며, 각 분과의 좌장은 다음과 같다.
- 건강과 경제 성장, 빈곤 종식 (조지 알레인, 다니엘 코엔)
- 건강에 대한 글로벌 공공재 (리처드 피첨, 제프리 삭스)
- 국내 보건 자원의 자원동원 (앨런 A. 타이트, 크웨시 보치웨이)
- 세계 경제와 건강 (이슈르 저지 알루왈리아)
- 빈곤층의 건강 개선 (프라밧 자, 앤 밀스)
- 국제개발원조와 건강 (제피린 디아브레, 크리스토퍼 러브레이스, 카린 노르베르그)

## 결과
2001년 12월 20일 《Macroeconomics and Health: Investing in Health for Economic Development》(거시경제와 건강: 경제 발전을 위한 건강에의 투자)라는 제목으로 조사 보고서가 발간되었다. 보고서는 매년 수 백만 명의 빈곤층이 예방 가능한 사망이 발생함을 지적하며, 특히 1998년 한 해동안 전염병과 주산기·아동 질환, 영양 결핍, 담배 관련 질병으로 인해 1600 만명이 사망했음을 명시하였다. HIV/AIDS, 결핵 등의 예시를 통하여 질병이 경제와 정치 체계를 무너트릴 수 있고, 국경을 넘어 전파될 수 있음을 설명하며 국가 차원의 대응을 촉구하였다. 또한 높은 영아 사망률이 실패 국가의 주요 예측 요인임을 지적하였다. 영아 사망률이 높은 나라는 출산율이 높은 경향이 있고, 이는 많은 어린이들이 교육 및 건강, 미래에 대한 적절한 투자를 받지 못함을 의미하며, 궁극적으로 영아 사망률을 줄이면 경제 성장을 이룰 수 있다고 설명하였다.
특히 사망을 예방할 수 있는 기술적 발전이 충분히 이루어졌음에도 불구하고 제대로 보급이 되지 못하는 상황을 중점적으로 지적하였고, 이는 빈곤의 악화와 되물림을 일으킬 것임을 역설하였다. 전세계적으로 건강에 대한 대대적인 투자를 통하여 2010년까지 매년 8백만 명의 사망자 수를 줄일 수 있고, 현재보다 연간 660억 달러의 추가적인 건강 투자가 진행된다면 2010년에서 2020년까지 매년 3600억 달러의 경제적 효과를 기대할 수 있음을 제시하였다. 특히 10% 증가한 수명은 연간 0.3%-0.4%의 경제 성장에 직접적으로 기여할 것임을 예측하였다. 이 중 절반은 건강과 수명의 개선으로 인한 평생소득의 증가, 절반은 노동 생산성의 증가로 인한 소득의 증가분임을 설명하였다. 또한 질병 통제는 스필오버 효과를 통하여 다른 사회적 영역에도 긍정적인 효과를 일으킨다고 보고하였다.
이를 위하여 개도국, 저소득 국가에 대한 대대적인 지원이 필요함을 주장하였다. 2000년 현재 1인당 13달러에 불과한 연간 건강 비용 지출을 30-40달러 수준으로 올리고, 매년 60억 달러 수준인 원조 기여에 매년 270억 달러 가량을 추가투입해야 한다고 주장하였다. 저소득 국가는 국내 자원을 건강에 좀 더 투자하는 등의 자원 할당의 재설정이 필요하고, 원조 공여자들은 자금 조달과 함께 의약품의 차등 가격 제도를 고려해야 한다고 설명하였다. 결과적으로 최우선 과제는 첫째, 저소득 국가의 보건 영역에 대한 선택적 개입 및 개혁과, 둘째, 빈곤층에까지 혜택이 돌아갈 수 있는 새로운 보건의료체계에 투자하는 것임을 역설하였다. 이를 위해 역학적인 데이터 수집, 전염병 감시, 소외열대질환 등 저소득 국가에 호발하는 질병의 연구 개발 등 글로벌 공공재에 대한 투자가 대대적으로 증가할 필요가 있다고 결론지었다.
보고서의 결과물로 총 10가지 권고안이 발표되었다.
- 개도국의 보편적 건강보장 확립 및 보건 예산 증액 (2007년까지 GNP의 1%, 2015년까지 GNP의 2%)
- 개도국의 건강과 경제 위원회 설립 및 보건 우선순위 설정 촉구
- 원조 공여국의 원조 예산 증액 (OECD 기준인 GNP의 0.7%)
- WHO와 세계은행의 보건 원조 공여국 감시 및 책임
- WTO의 개도국에 대한 제네릭 의약품 제조 및 수입 허가
- WHO, 세계은행, 글로벌 펀드 등 관련 기관의 권한 강화와 국제보건연구기금의 설립
- WHO와 세계은행의 예산 확대를 통한 글로벌 공공재 공급
- 질병 치료제에 대한 민간 영역의 투자 유인 강화 (글로벌 펀드 등을 통하여)
- 제약 업체의 저소득 국가에 대한 의약품 접근성 보장
- IMF와 세계은행의 협력을 통한 원조 수혜국들의 보건 및 빈곤 구제 프로그램 확립

2001년의 조사 보고서가 발간된 이후 각 국가에서 경제에 대한 건강의 영향력을 분석한 보고서가 출간되었다. 또한 WHO의 주관으로 2002년과 2003년 1월 두 차례에 걸쳐서 건강과 경제, 보건 영역에의 투자 등을 논의한 자문 회의가 성사되었다.

## 비판
2011년 12월에 열린 CMH 10주년 기념행사에서 실제로 달성된 목표가 얼마 되지 않는 상황이 지적되었다. 개도국의 의약품 제조 및 수입 허가를 명시한 WTO의 TRIPs 협정에 관한 도하 선언이나, 글로벌 펀드의 설치, 개도국의 보건 예산 증가 등은 달성되었지만 보편적 건강보장, 건강과 경제 위원회의 효과적 운용, WHO의 개입, 의약품 접근성의 개선 등의 목표는 실패하였다.
많은 전문가들이 브룬틀란과 삭스의 시도를 비판하였다. 건강을 경제 생산성의 도구로 조명하면서 기본적 인권으로서의 건강의 중요성을 경시했다는 비판이 제기된다. 또한 질병으로 인한 경제적 손해를 지나치게 강조하며, 전반적인 건강 수준을 개선하는데 필요한 논의 대신 일부 질병(HIV/AIDS, 결핵, 말라리아 등)을 근절시키는데 초점을 맞추는 수직적인 접근(vertical approach)에 대한 우려가 제기되었다. 특히 보건의료체계의 개선을 위해 뒤따라야 하는 교육, 운송 등의 인프라 정비와 정치적, 사회적 개혁에 대해 거의 다루지 않은 점이 비판의 대상이 되었다.
저소득 국가의 건강 증진을 위하여 원조 공여 국가의 인도적 지원만 강조할 뿐, 저소득 국가를 상대로 한 자유 무역의 부정적 영향은 배제하였다는 비판을 받는다. 또한 저소득 국가의 자생적인 보건의료체계 개혁의 필요성과 어떤 방식으로 개혁할 것인지에 관한 논의가 빈약하였다. 이는 알마아타 선언에서 강조한 "모두를 위한 건강"(Health for All) 개념과 상충될 여지를 남겼다. 브룬틀란은 란셋의 기고문에서 이를 반박하며 CMH의 논의가 개도국에게 자생적인 선택권을 줄 수 있다고 언급하였다.

## 같이 보기
- 건강의 사회적 결정요인 위원회
- 후생경제학
- 공중보건
- 새천년개발목표